# Bugatti EB218
El Bugatti EB218 es un sedán conceptual. Se trata de una limusina con 5375 mm de largo inspirada en los legendarios Bugatti Royale de 1926. Fue presentado en el Salón del Automóvil de Ginebra de 1999.

## Diseño
El coche fue diseñado por Italdesign en 1999 como el modelo de lujo de Bugatti, pero cuando el grupo Volkswagen-Audi se hizo cargo de Bugatti, rechazó fabricar el coche en serie. Cuenta con una línea longitudinal en el techo inspirada en el Bugatti Atlantic. Comparte algunas características estilísticas con el prototipo del Bugatti EB112 presentado en 1993. 

## Motor
Su potencia proviene de un motor W18 diseñado por Volkswagen. Este motor de 6255 cc y 72 válvulas es completamente distinto al motor W16 de producción del Bugatti Veyron 16.4, cuenta con tres bancos de seis cilindros con 60 grados de separación cada banco y es capaz de desarrollar 249,4 km/h de velocidad máxima. Su potencia está cifrada en 547 CV y 650 Nm, exactamente la misma potencia que la del prototipo Bugatti EB118.